# Gnophos myrtillata
Gnophos myrtillata là một loài bướm đêm trong họ Geometridae.